# تووشروولخ
تووشروولخ (به لاتین: Tüvshrüülekh) یک زیستگاه انسانی در مغولستان است که در استان آرخانگای واقع شده‌است.